# Kate Abbam
Ewura Ekua Badoe, conocida como Kate Victoria Teiba Abbam (1934-2016) fue una periodista, editora y consultora ghanesa sobre mujeres y desarrollo. Abbam fundó la primera revista femenina de Ghana, Obaa Sima (La mujer ideal), en 1971.